# Enniskillen
Enniskillen (irsky Inis Ceithleann) je město v severoirském hrabství Fermanagh ve vnitrozemí irského ostrova v bývalé provincii Munster. Leží mezi jezery Lower Lough Erne a Upper Lough Erne.
Leží v hrabství Fermanagh, je sídelním centrem a i největším sídlem hrabství. Žije zde necelých 14 tisíc obyvatel (odhad 2008). Rozloha Enniskillenu je 13,011 km².

## Bombový útok
Oslavy konce 1. světové války v Enniskillenu 8. listopadu 1987 se staly terčem útoku prozatímní irské republikánské armády, kdy při výbuchu bomby zahynulo 10 civilistů a 1 policejní důstojník.

## Fotogalerie

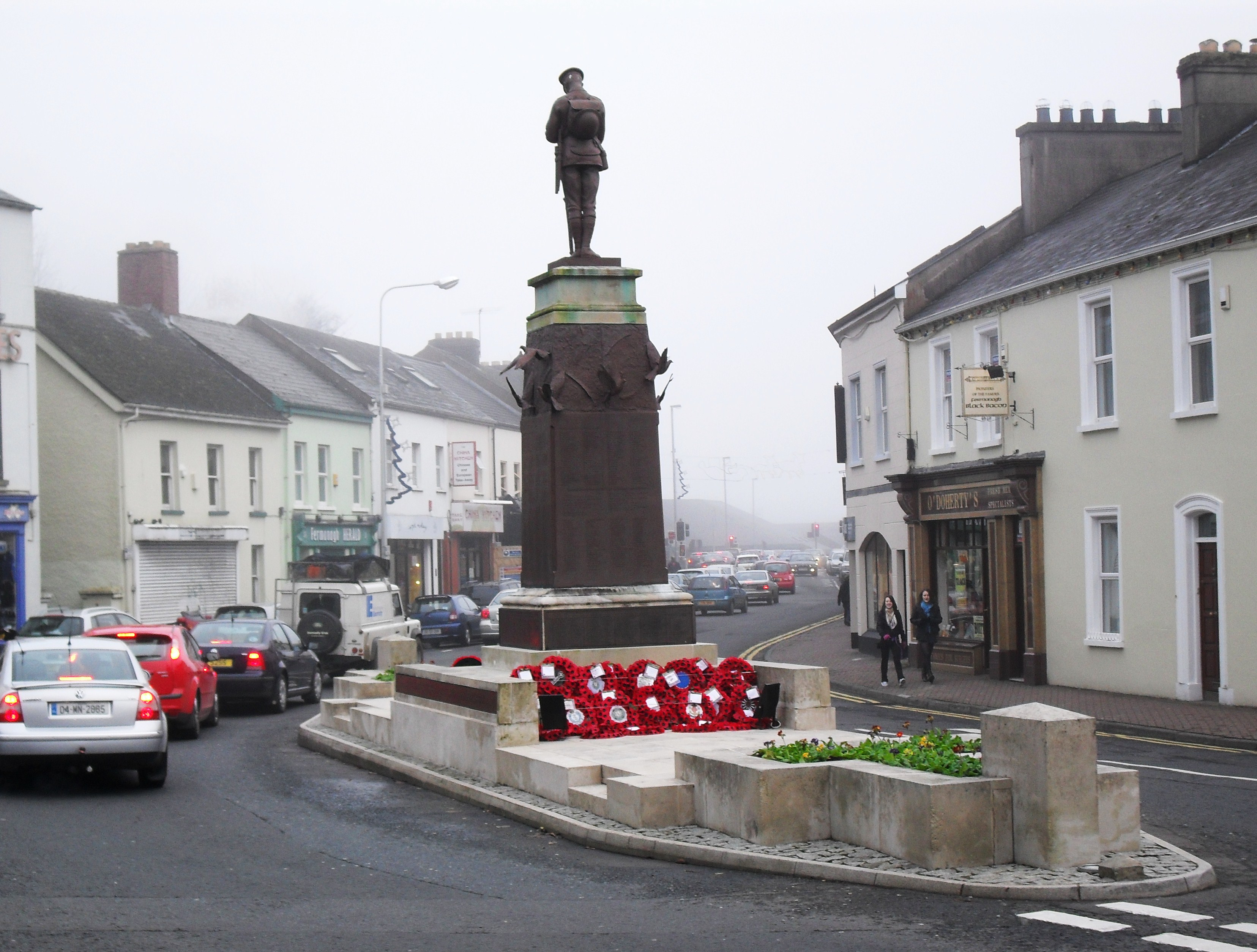
Pomník obětem útoku IRA z r. 1987
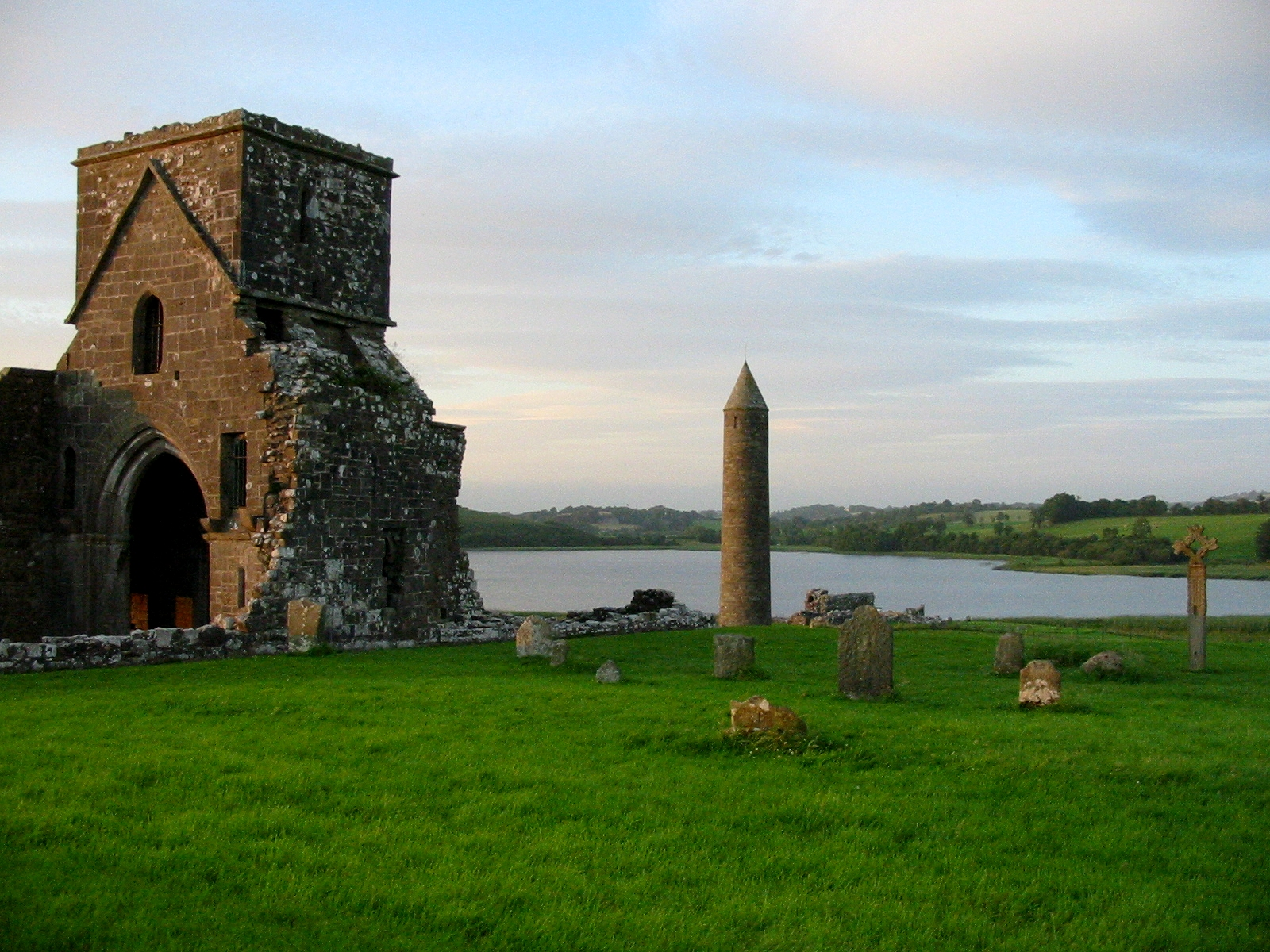
Památky na ostrově Devenish
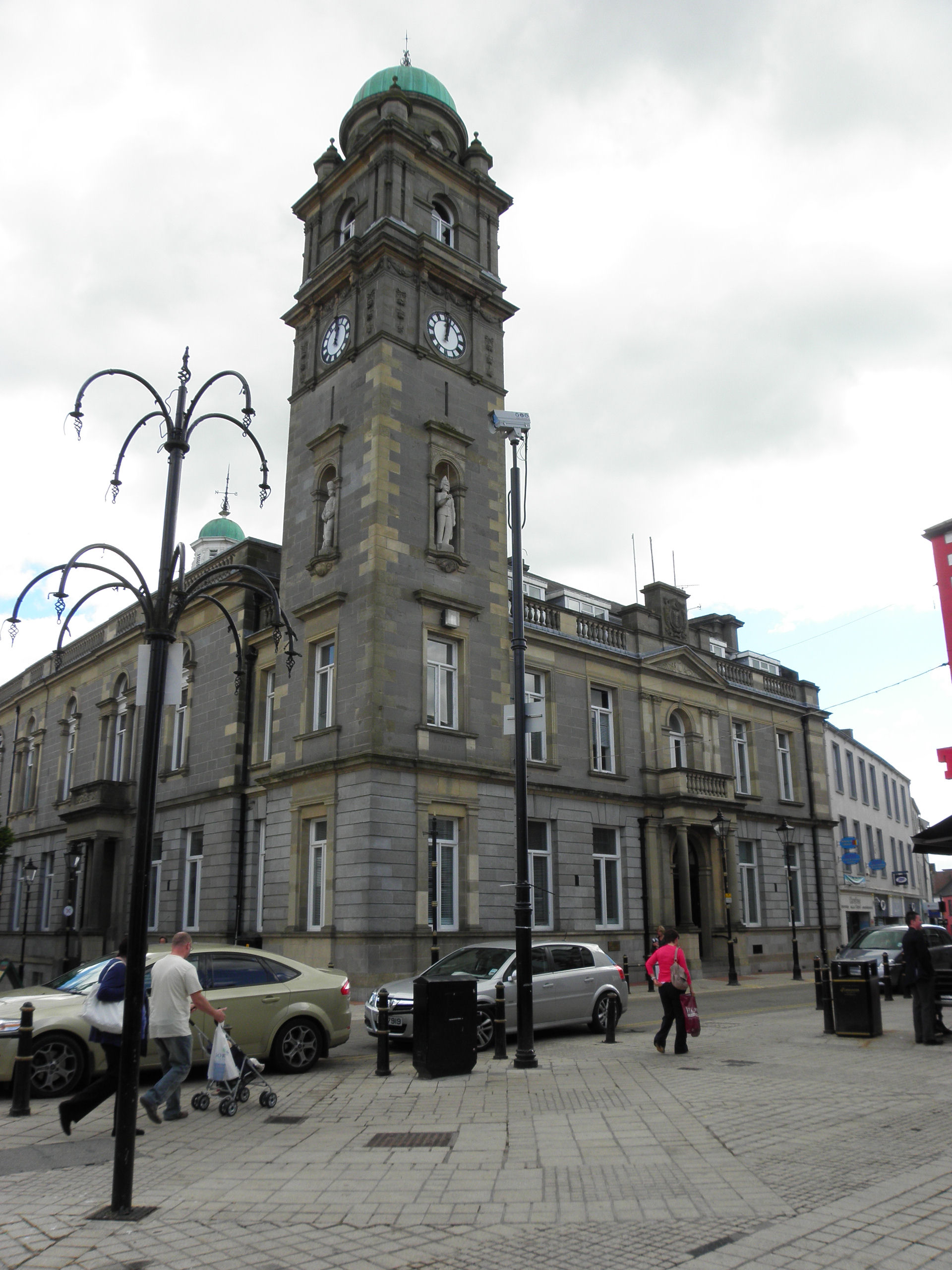
Budova radnice
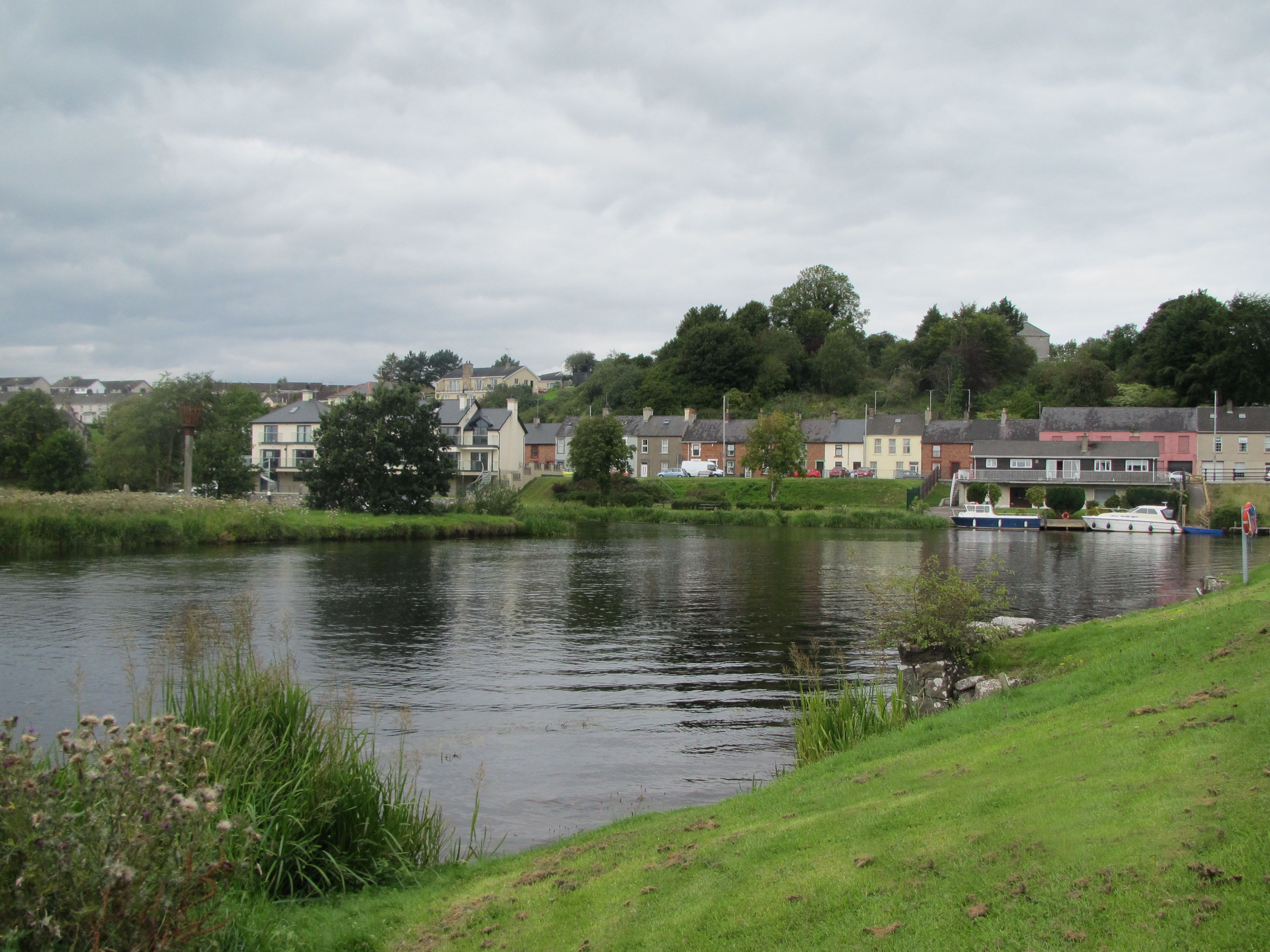
Řeka Erne v Enniskillenu
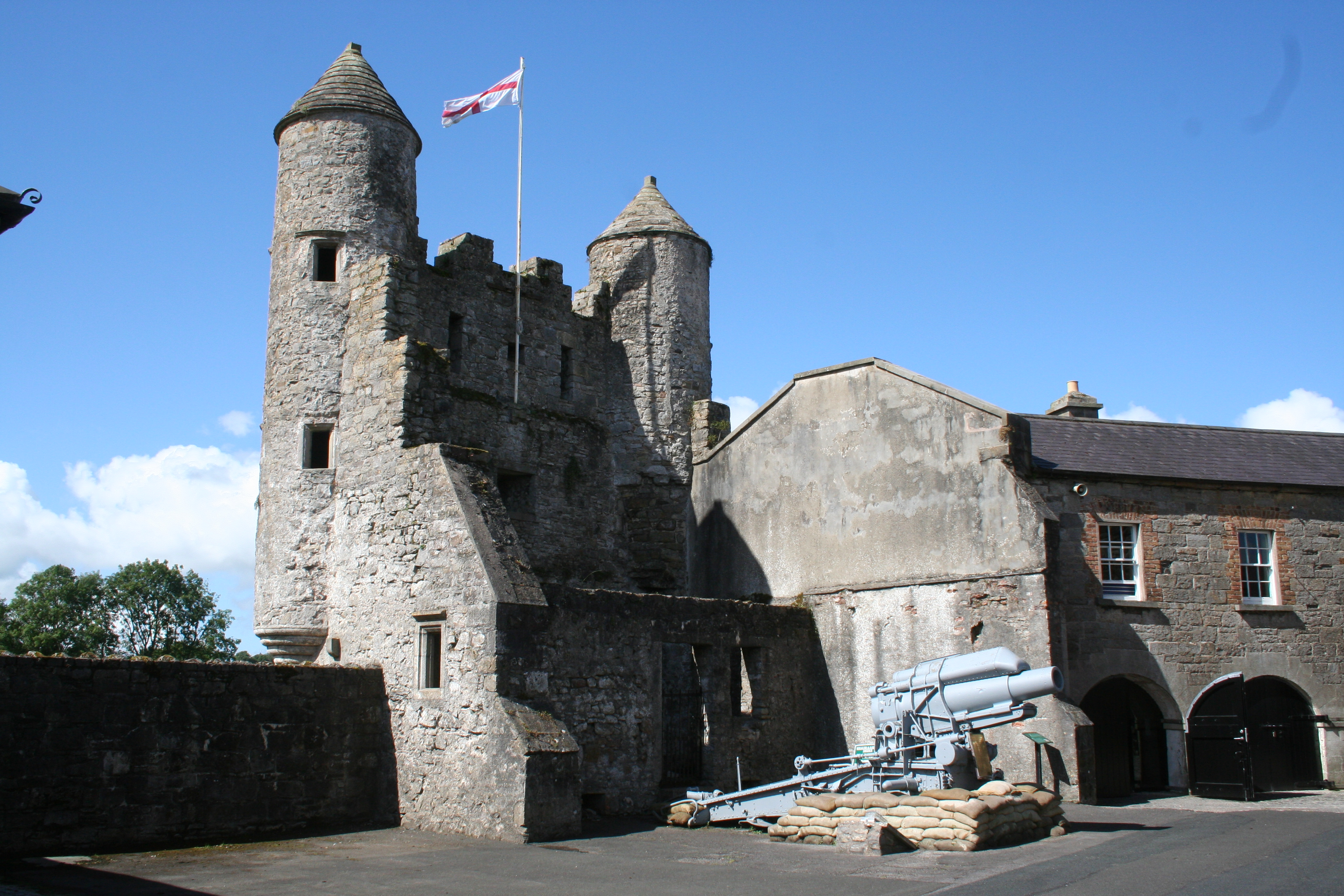
Hrad Enniskillen ze 16. století